# Trick (album)
Pour les articles homonymes, voir Trick.
Albums de Kumi Kōda
Kingdom
(2008) Universe
(2010)
Compilations par Kumi Kōda
Out Works and Collaboration Best
(2009)
Singles
Trick est le 7e album de Kumi Kōda, sorti sous le label Rhythm Zone le 28 janvier 2009 au Japon. Il atteint la 1re place du classement de l'Oricon. Il se vend à 253 346 exemplaires la première semaine, et reste classé pendant 29 semaines, pour un total de 393 094 exemplaires vendus. Il sort en format CD et CD+2DVD. Kumi a utilisé le thème du Moulin Rouge pour le clip Show Girl.

## Liste des titres
| 1.  | Introduction for Trick                  | Daisuke "D.I" Imai                                      | Daisuke "D.I" Imai                                      | Daisuke "D.I" Imai                                                    | 1:17 |
| 2.  | Taboo                                   | Kumi Kōda, Hiro                                         | Hiro                                                    |                                                                       | 3:50 |
| 3.  | Show Girl                               | Kumi Kōda, Kaoru Kami                                   | Kaoru Kami, Tomokazu Matsuzawa                          |                                                                       | 4:03 |
| 4.  | Your Love                               | Kumi Kōda, Hiro                                         | Hiro                                                    |                                                                       | 4:09 |
| 5.  | Stay with Me                            | Kumi Kōda                                               | Kazuto Narumi                                           | Daisuke Kahara, Yasuaki Maejima (Arrangement de l'instrument à corde) | 4:53 |
| 6.  | This Is Not a Love Song                 | Kumi Kōda, Steve Lee                                    | Kumi Kōda, Steve Lee                                    | Pete "Boxsta" Martin                                                  | 3:25 |
| 7.  | Driving                                 | Kumi Kōda                                               | Tomokazu Matsuzawa                                      |                                                                       | 4:20 |
| 8.  | Bling Bling Bling (feat. AK-69)         | Kumi Kōda, Pete "Boxsta" Martin, Steve Lee, Tina Harris | Kumi Kōda, Pete "Boxsta" Martin, Steve Lee, Tina Harris |                                                                       | 3:53 |
| 9.  | That Ain't Cool (feat. Fergie)          | Kumi Kōda, Stacy Ferguson (Fergie), Keith Harris        | Keith Harris                                            |                                                                       | 3:30 |
| 10. | Hurry Up!                               | Kumi Kōda                                               | Ryuichiro Yamaki                                        | tasuku                                                                | 4:01 |
| 11. | Moon Crying                             | Kumi Kōda                                               | Miwa Furuse                                             | Udai Shika (Arrangement de l'instrument à corde), h-wonder, Jun Abe   | 5:43 |
| 12. | Just the Way You Are                    | Kumi Kōda, Greg Critchley, Matthew Gerrard              | Greg Critchley, Matthew Gerrard                         |                                                                       | 3:42 |
| 13. | Joyful                                  | Kumi Kōda                                               | Miki Watanabe                                           | h-wonder                                                              | 5:02 |
| 14. | Ai no Kotoba (愛のことば)               | Kumi Kōda                                               | Kosuke Morimoto                                         | Masaki Iehara                                                         | 3:53 |
| 15. | Venus (seulement sur l'édition CD+2DVD) | Robbie Van Leeuwen                                      | Robbie Van Leeuwen                                      | h-wonder                                                              | 3:26 |

| 1. | Show Girl                                    |  |  |
| 2. | Just the Way You Are                         |  |  |
| 3. | Moon Crying                                  |  |  |
| 4. | That Ain't Cool feat. Fergie (Album version) |  |  |
| 5. | Taboo                                        |  |  |
| 6. | Stay with Me                                 |  |  |

| 7.  | Show Girl (Making video)                    |  |  |
| 8.  | Just the Way You Are (Making video)         |  |  |
| 9.  | Moon Crying (Making video)                  |  |  |
| 10. | That Ain't Cool feat. Fergie (Making video) |  |  |
| 11. | Taboo (Making video)                        |  |  |
| 12. | Stay with Me (Making video)                 |  |  |

| 1.  | Cherry Girl (Space Cowboy Remix)                 |  |
| 2.  | D.D.D. featuring Soulhead                        |  |
| 3.  | Shake It Up (Kazz Caribbean Remix)               |  |
| 4.  | Always                                           |  |
| 5.  | Come Back                                        |  |
| 6.  | Butterfly                                        |  |
| 7.  | Bounce                                           |  |
| 8.  | But                                              |  |
| 9.  | Teaser featuring Clench & Blistah                |  |
| 10. | Hot Stuff featuring KM-Markit                    |  |
| 11. | Amai Wana (甘い罠)                               |  |
| 12. | Hana (華)                                        |  |
| 13. | Candy featuring Mr Blistah (Mad Reggaeton Remix) |  |
| 14. | Selfish ~ The Meaning of Peace                   |  |
| 15. | Wind (Portable Wind Mix)                         |  |

| 16. | Taboo                               |  |
| 17. | Take Back (Sunset In Ibiza Remix)   |  |
| 18. | Sora (空) (Yukihiro Fukutomi Remix) |  |

| 19. | the Making of -Koda Kumi Special Live "Dirty Ballroom" ~One Night Show~- |  |